# 19 mai dans les chemins de fer
19 avril 19 juin
Chronologies thématiques
- Croisades
- Sports
- Disney

Cette page concerne les événements qui se sont déroulés un 19 mai dans les chemins de fer.

## Événements

### XIXesiècle
- 1851. Belgique : inauguration du second et dernier tronçon de la ligne 125.
- 1879. Espagne : Inauguration de la section Lerida-Juneda du chemin de fer de Montblanch à Vimbodi (compañia del ferrocarril de Lerida a Reus y Tarragona)

### XXesiècle
- 1906. Italie - Suisse : Le tunnel du Simplon est ouvert à la circulation ferroviaire (1er tube).
- 1977. France-Turquie :  à Paris-Lyon à 23 h 56, dernier départ régulier pour Istanbul du Direct Orient-Marmara Express (dernier avatar du célèbre transcontinental Orient Express).
- 1994  Ouverture publique du Tunnel sous la manche

### XXIesiècle
- 2006. France : un camion et un train Transilien sont entrés en collision sur le passage à niveau d'Herblay, sur la ligne de Paris à Mantes par Conflans. La remorque a été projetée sur le choc dans le jardin d'une habitation voisine, entraînant l'arrachage de la caténaire et le déraillement de la BB 17023. Le conducteur du poids lourd n'aurait pas respecté le code de la route. Le trafic a été interrompu pendant 24 heures, le temps de réparer les dégâts.

## Décès
- 1907 : Benjamin Baker qui acheva la construction de la gare Victoria à Londres, conçut le pont sur le Forth, et participa à la construction du métro de Londres
- 1972 : Pierre-Eugène Fournier (né en 1892), président de la SNCF de 1940 à 1946